# Liga Sudamericana 2017 (calcio a 5)
La Liga Sudamericana de Futsal 2017 è la 1º edizione del torneo, la cui fase finale si è disputata nell'agosto 2018.

## Formula
Le dieci selezioni partecipanti sono state distribuite in due gironi all'italiana formati da cinque squadre ciascuno (Nord e Sud). La competizione vede due classifiche differenti, quella dell'Under-19 e quella delle nazionali maggiori. A fine torneo si sommano i punti delle due squadre, e le prime dei due raggruppamenti si affrontano nella finale.

## Fase a gironi

### Zona Nord

#### Nazionale maggiore
| Squadra   | Pti | G | V | N | P | GF | GS | DR |
| --------- | --- | - | - | - | - | -- | -- | -- |
| Brasile   | 9   | 3 | 3 | 0 | 0 | 11 | 6  | +5 |
| Colombia  | 4   | 3 | 1 | 1 | 1 | 8  | 4  | +4 |
| Perù      | 3   | 3 | 1 | 0 | 2 | 6  | 10 | -4 |
| Ecuador   | 1   | 3 | 0 | 1 | 2 | 6  | 11 | -5 |
| Venezuela | 0   | 0 | 0 | 0 | 0 | 0  | 0  | 0  |

| Bogotà 27 settembre 2017, ore 11:00 (UTC-3) | Brasile | 3 – 1 | Perù | Palacio de los Deportes |

| Bogotà 27 settembre 2017, ore 16:00 (UTC-3) | Colombia | 1 – 1 | Ecuador | Palacio de los Deportes |

| Bogotà 28 settembre 2017, ore 11:00 (UTC-3) | Brasile | 5 – 3 | Ecuador | Palacio de los Deportes |

| Bogotà 28 settembre 2017, ore 16:00 (UTC-3) | Colombia | 5 – 0 | Perù | Palacio de los Deportes |

| Bogotà 30 settembre 2017, ore 11:00 (UTC-3) | Ecuador | 2 – 5 | Perù | Palacio de los Deportes |

| Bogotà 30 settembre 2017, ore 16:00 (UTC-3) | Colombia | 2 – 3 | Brasile | Palacio de los Deportes |

#### Under-19
| Squadra   | Pti | G | V | N | P | GF | GS | DR  |
| --------- | --- | - | - | - | - | -- | -- | --- |
| Brasile   | 9   | 3 | 3 | 0 | 0 | 25 | 8  | +13 |
| Colombia  | 6   | 3 | 2 | 0 | 1 | 11 | 7  | +4  |
| Ecuador   | 3   | 3 | 1 | 0 | 2 | 9  | 19 | -10 |
| Perù      | 0   | 3 | 0 | 0 | 3 | 8  | 19 | -11 |
| Venezuela | 0   | 0 | 0 | 0 | 0 | 0  | 0  | 0   |

| Bogotà 27 settembre 2017, ore 9:00 (UTC-3) | Brasile | 10 – 3 | Perù | Palacio de los Deportes |

| Bogotà 27 settembre 2017, ore 14:00 (UTC-3) | Colombia | 4 – 2 | Ecuador | Palacio de los Deportes |

| Bogotà 28 settembre 2017, ore 9:00 (UTC-3) | Brasile | 12 – 3 | Ecuador | Palacio de los Deportes |

| Bogotà 28 settembre 2017, ore 14:00 (UTC-3) | Colombia | 5 – 2 | Perù | Palacio de los Deportes |

| Bogotà 30 settembre 2017, ore 9:00 (UTC-3) | Ecuador | 4 – 3 | Perù | Palacio de los Deportes |

| Bogotà 30 settembre 2017, ore 14:00 (UTC-3) | Colombia | 1 – 4 | Brasile | Palacio de los Deportes |

#### Classifica finale
| Squadra   | Pti | G | V | N | P | GF | GS | DR  |
| --------- | --- | - | - | - | - | -- | -- | --- |
| Brasile   | 18  | 6 | 6 | 0 | 0 | 36 | 14 | +22 |
| Colombia  | 10  | 6 | 3 | 1 | 2 | 19 | 11 | +8  |
| Ecuador   | 4   | 6 | 1 | 1 | 4 | 15 | 30 | -15 |
| Perù      | 3   | 6 | 1 | 0 | 5 | 14 | 29 | -15 |
| Venezuela | 0   | 0 | 0 | 0 | 0 | 0  | 0  | 0   |

### Zona Sud

#### Nazionale maggiore
| Squadra   | Pti | G | V | N | P | GF | GS | DR  |
| --------- | --- | - | - | - | - | -- | -- | --- |
| Argentina | 10  | 4 | 3 | 1 | 0 | 21 | 4  | +17 |
| Paraguay  | 10  | 4 | 3 | 1 | 0 | 18 | 11 | +7  |
| Uruguay   | 4   | 4 | 1 | 1 | 2 | 9  | 16 | -7  |
| Cile      | 3   | 4 | 1 | 0 | 3 | 7  | 12 | -5  |
| Bolivia   | 1   | 4 | 0 | 1 | 3 | 7  | 19 | -12 |

| Buenos Aires 16 agosto 2017, ore 15:00 (UTC-3) | Paraguay | 5 – 3 | Uruguay | Estadio Polideportivo León Najnudel |

| Buenos Aires 16 agosto 2017, ore 19:00 (UTC-3) | Argentina | 6 – 0 | Bolivia | Estadio Polideportivo León Najnudel |

| Buenos Aires 17 agosto 2017, ore 16:00 (UTC-3) | Bolivia | 0 – 3 | Cile | Estadio Polideportivo León Najnudel |

| Buenos Aires 17 agosto 2017, ore 20:00 (UTC-3) | Argentina | 7 – 1 | Uruguay | Estadio Polideportivo León Najnudel |

| Buenos Aires 18 agosto 2017, ore 16:00 (UTC-3) | Uruguay | 3 – 3 | Bolivia | Estadio Polideportivo León Najnudel |

| Buenos Aires 18 agosto 2017, ore 20:00 (UTC-3) | Paraguay | 4 – 2 | Cile | Estadio Polideportivo León Najnudel |

| Buenos Aires 19 agosto 2017, ore 16:00 (UTC-3) | Paraguay | 7 – 4 | Bolivia | Estadio Polideportivo León Najnudel |

| Buenos Aires 19 agosto 2017, ore 20:00 (UTC-3) | Argentina | 6 – 1 | Cile | Estadio Polideportivo León Najnudel |

| Buenos Aires 20 agosto 2017, ore 16:00 (UTC-3) | Uruguay | 2 – 1 | Cile | Estadio Polideportivo León Najnudel |

| Buenos Aires 20 agosto 2017, ore 20:00 (UTC-3) | Argentina | 2 – 2 | Paraguay | Estadio Polideportivo León Najnudel |

#### Under-19
| Squadra   | Pti | G | V | N | P | GF | GS | DR  |
| --------- | --- | - | - | - | - | -- | -- | --- |
| Argentina | 12  | 4 | 4 | 0 | 0 | 14 | 3  | +11 |
| Uruguay   | 6   | 4 | 2 | 0 | 2 | 11 | 6  | +5  |
| Paraguay  | 6   | 4 | 2 | 0 | 2 | 8  | 7  | +1  |
| Bolivia   | 4   | 4 | 1 | 1 | 2 | 5  | 9  | -4  |
| Cile      | 1   | 4 | 0 | 1 | 3 | 4  | 17 | -13 |

| Buenos Aires 16 agosto 2017, ore 13:00 (UTC-3) | Paraguay | 2 – 3 | Uruguay | Estadio Polideportivo León Najnudel |

| Buenos Aires 16 agosto 2017, ore 17:00 (UTC-3) | Argentina | 3 – 1 | Bolivia | Estadio Polideportivo León Najnudel |

| Buenos Aires 17 agosto 2017, ore 14:00 (UTC-3) | Bolivia | 2 – 2 | Cile | Estadio Polideportivo León Najnudel |

| Buenos Aires 17 agosto 2017, ore 18:00 (UTC-3) | Argentina | 2 – 1 | Uruguay | Estadio Polideportivo León Najnudel |

| Buenos Aires 18 agosto 2017, ore 14:00 (UTC-3) | Uruguay | 1 – 2 | Bolivia | Estadio Polideportivo León Najnudel |

| Buenos Aires 18 agosto 2017, ore 18:00 (UTC-3) | Paraguay | 3 – 1 | Cile | Estadio Polideportivo León Najnudel |

| Buenos Aires 19 agosto 2017, ore 14:00 (UTC-3) | Paraguay | 3 – 0 | Bolivia | Estadio Polideportivo León Najnudel |

| Buenos Aires 19 agosto 2017, ore 18:00 (UTC-3) | Argentina | 6 – 1 | Cile | Estadio Polideportivo León Najnudel |

| Buenos Aires 20 agosto 2017, ore 14:00 (UTC-3) | Uruguay | 6 – 0 | Cile | Estadio Polideportivo León Najnudel |

| Buenos Aires 20 agosto 2017, ore 18:00 (UTC-3) | Argentina | 3 – 0 | Paraguay | Estadio Polideportivo León Najnudel |

#### Classifica finale
| Squadra   | Pti | G | V | N | P | GF | GS | DR  |
| --------- | --- | - | - | - | - | -- | -- | --- |
| Argentina | 22  | 8 | 7 | 1 | 0 | 35 | 7  | +28 |
| Paraguay  | 16  | 8 | 5 | 1 | 2 | 26 | 18 | +8  |
| Uruguay   | 10  | 8 | 3 | 1 | 4 | 20 | 22 | -2  |
| Bolivia   | 5   | 8 | 1 | 2 | 5 | 12 | 28 | -16 |
| Cile      | 4   | 8 | 1 | 1 | 6 | 11 | 29 | -18 |

## Finale

### Nazionale maggiore
| Asunción 18 agosto 2018, ore 19:30 | Brasile | 2 – 1 | Argentina | Polideportivo Sol de América |

| Asunción 19 agosto 2018, ore 19:30 | Argentina | 4 – 1 | Brasile | Polideportivo Sol de América |

### Under-19
| Asunción 18 agosto 2018, ore 17:00 | Brasile | 6 – 0 | Argentina | Polideportivo Sol de América |

| Asunción 19 agosto 2018, ore 17:00 | Argentina | 3 – 4 | Brasile | Polideportivo Sol de América |

## Campione
BRASILE
(1º titolo)